# ASVÖ Gladiators
Gli ASVÖ Gladiators  sono stati una squadra di football americano di Stegersbach, in Austria.

## Storia
La squadra è stata fondata nel 2002 e ha chiuso nel 2010. Ha vinto un torneo CEFL col nome di CNC Gladiators.

## Dettaglio stagioni

### Amichevoli
| Stagione | Vin | Par | Per | Tot | PF | PS | avversaria      |
| -------- | --- | --- | --- | --- | -- | -- | --------------- |
| 2006     | 0   | 0   | 1   | 1   | 20 | 45 | Budapest Wolves |
| Totale   | 0   | 0   | 1   | 1   | 20 | 45 |                 |

### Tornei nazionali

#### Campionato

##### Austrian Football Division 1
| Stagione | regular season | regular season | regular season | regular season | regular season | regular season | playoff | playoff | playoff | playoff | playoff | playoff    | playoff               |
|          | Vin            | Par            | Per            | Tot            | PF             | PS             | Vin     | Per     | Tot     | PF      | PS      | risultato  | avversaria            |
| -------- | -------------- | -------------- | -------------- | -------------- | -------------- | -------------- | ------- | ------- | ------- | ------- | ------- | ---------- | --------------------- |
| 2009     | 4              | 0              | 4              | 8              | 128            | 199            | 0       | 1       | 1       | 9       | 36      | Semifinale | Sankt Pölten Invaders |
| 2010     | 3              | 0              | 3              | 6              | 124            | 105            | -       | -       | -       | -       | -       | -          | -                     |
| Totale   | 7              | 0              | 7              | 14             | 252            | 304            | 0       | 1       | 1       | 9       | 36      |            |                       |

Fonti: Enciclopedia del Football - A cura di Massimo Mezzetti

##### Austrian Football Division 2
| Stagione | regular season | regular season | regular season | regular season | regular season | regular season | playoff | playoff | playoff | playoff | playoff | playoff   | playoff              |
|          | Vin            | Par            | Per            | Tot            | PF             | PS             | Vin     | Per     | Tot     | PF      | PS      | risultato | avversaria           |
| -------- | -------------- | -------------- | -------------- | -------------- | -------------- | -------------- | ------- | ------- | ------- | ------- | ------- | --------- | -------------------- |
| 2008     | 4              | 0              | 2              | 6              | 201            | 83             | 1       | 0       | 1       | 24      | 7       | Campioni  | Lower Austria Titans |
| Totale   | 4              | 0              | 2              | 6              | 201            | 83             | 1       | 0       | 1       | 24      | 7       |           |                      |

Fonti: Enciclopedia del Football - A cura di Massimo Mezzetti

### Riepilogo fasi finali disputate
| Anno          | Luogo | Evento                       | Fase del torneo | Incontro                               | Risultato |
| 5 luglio 2008 |       | Austrian Football Division 2 | Iron Bowl       | Lower Austria Titans - CNC Gladiators  | 7 - 24    |
| 5 luglio 2009 |       | Austrian Football Division 1 | Semifinale      | CNC Gladiators - Sankt Pölten Invaders | 9 - 36    |

## Palmarès
- 1 CEFL Bowl (2008)
- 2 Challenge Bowl/Iron Bowl (terzo livello) (2006, 2008)